# Mihail de Șandru
Mihail Șandru, în germană Michael S(ch)andru von Kismiháldya, (n. 10 martie 1852, com. Mehadica, județul Caraș-Severin – d. 9 aprilie 1930, Viena) a fost un general de origine română în Armata Comună a Austro-Ungariei, comandant al brigăzii nr, 31, care a avansat până la gradul Feldmarschalleutnant.

## Biografie
În anul 1882 Mihail a desăvârșit studiile sale militare la Academia Militară Tereziană din Wiener Neustadt. După acea a fost preluat ca locotenent în regimentul de infanterie Erzherzog [Arhiducele] Ludwig Viktor nr. 65, unde în 1887, a avut gradul de căpitan de clasa a 2-a.
În ziua de 1 mai 1895, fiind căpitan de prima clasă în același regiment, purtător al Medaliei de Merit Militar Signum Laudis la banda roșie, a fost promovat în afară de tur la rangul de maior și transferat la regimentul Erzherzog Joseph nr. 37. La 2 iulie a fost trimis cu batalionul nr. 2 la Orosháza, unde izbucnise o revoltă de natură socialistă-agrară, și după suprimarea ei în numai patru zile, a putut să se reîntoarcă la baza militară în Oradea.
În anul 1902 a devenit colonel și comandant al regimentului Alexander I. Kaiser von Russland nr. 2 la Sibiu. A fost decorat în 1905 cu Ordinul Habsburgic al Coroanei de fier de clasa a 3-a.
Șandru a fost numit general de brigadă cu rang de la 14 mai 1907 și comandant al brigăzii nr. 31 în cadrul diviziei de trupe nr. 16 la Brașov, apoi decorat la 1 august al anului cu medalia jubiliară Carol I și la 2 noiembrie cu Ordinul împărătesc rusesc Sf. Stanislav de clasa a 2-a cu stea. În sfârșit a fost numit general cu caracter de divizie (Feldmarschalleutnant) pe 1 mai 1911 și pensionat.
În anul 1913 a mai fost onorat cu Ordinul Împărătesc al Coroanei de Fier de clasa a 2-a și a fost nobilat, conform regulii ordinului, cu predicatul Cavaler de Kismiháldya.
Trecut la pensie, s-a stabilit la Viena unde a activat în cadrul Societății România Jună iar împreună cu generalul Alexandru Lupu și Grigore Trailovici a militat activ pentru capela ortodoxă a românilor din Viena.